# Herminio Masantonio
Herminio Masantonio (Ensenada (Buenos Aires), 5 d'agost de 1910 - Buenos Aires, 11 de setembre de 1956) fou un futbolista argentí de la dècada de 1930.
Ha estat un dels millors golejadors de la lliga argentina, amb 256 gols en 358 partits. El seu principal club fou Huracán.
Amb la selecció argentina participà en els campionats de Sud-amèrica de 1935 i 1942. En les dues competicions fou el màxim golejador.
En total, marcà 21 gols amb la selecció en 19 partits.

## Palmarès

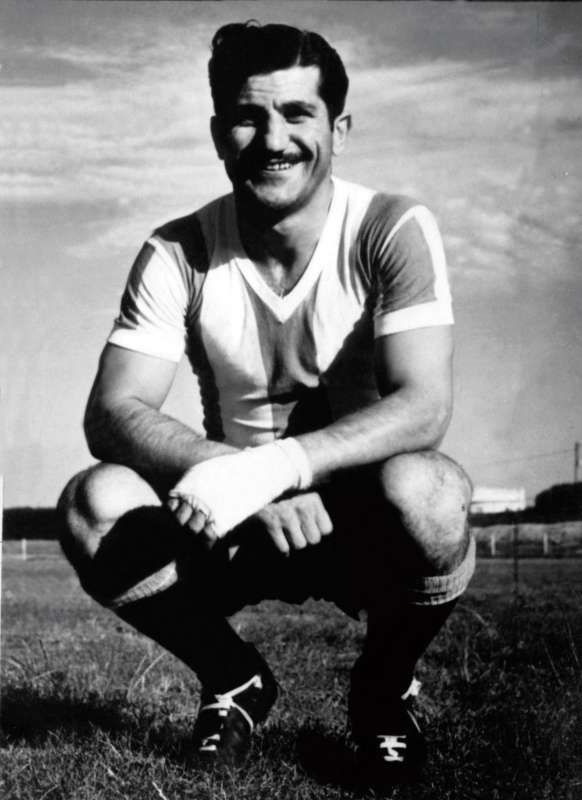
Masantonio amb la selecció argentina.

Huracán
- Copa Beccar Varela: 1933

Argentina
- Copa Lipton: 1937